# آنتن شیپوری

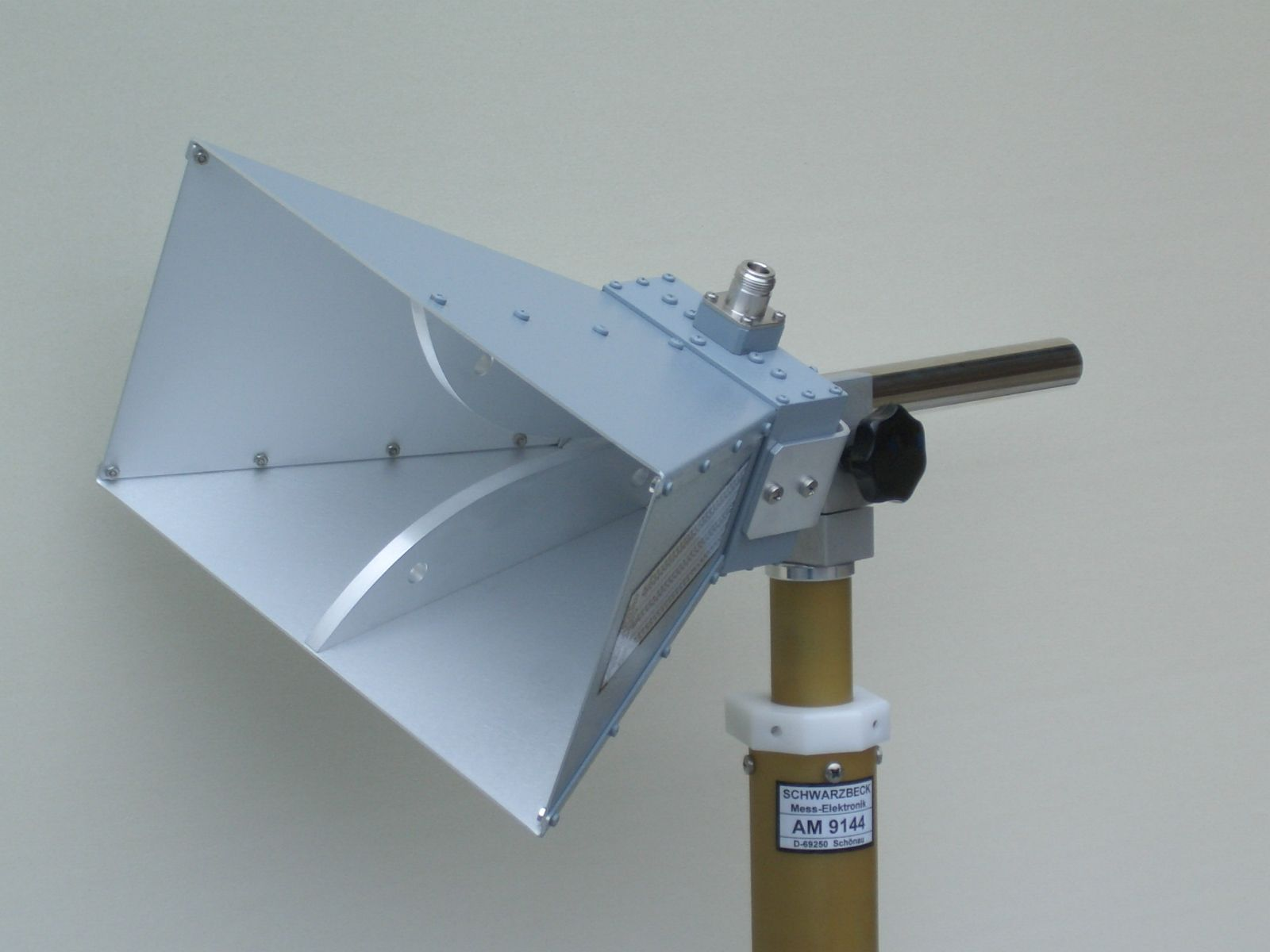
یک آنتن شیپوری با پهنای باند ۰٫۸ تا ۱۸ گیگاهرتز

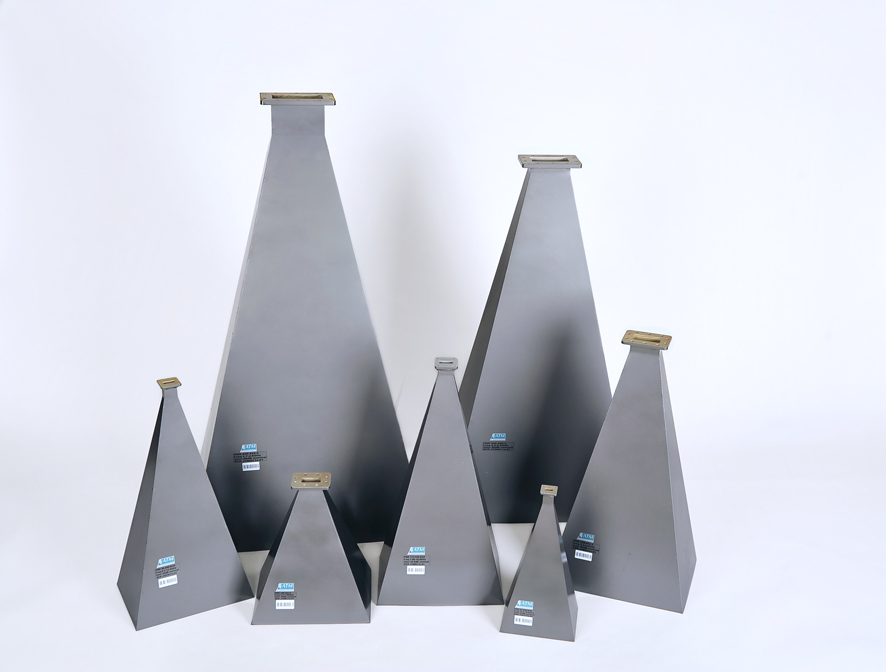
آنتن شیپوری هرمی برای فرکانس‌های مختلف

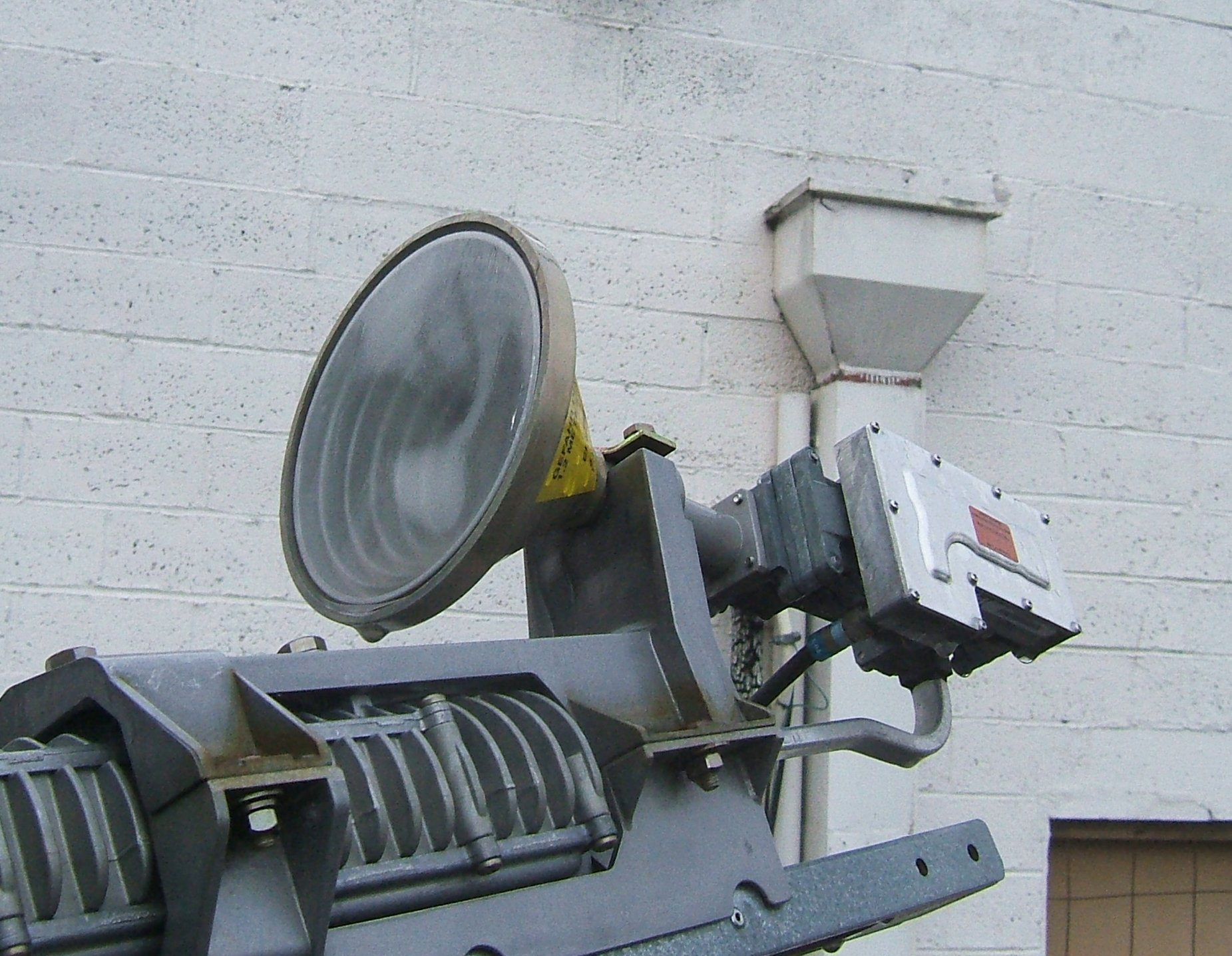

انواع آنتن شیپوری

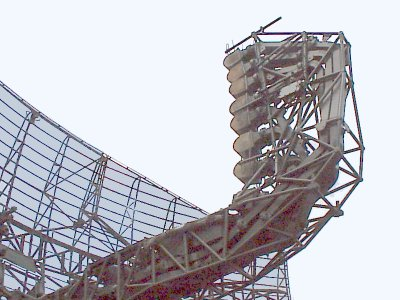

آنتن شیپوری (Horn antenna)، آنتنی است که از یک موج‌بر فلزی به شکل شیپور تشکیل می‌شود. این آنتن‌ها کاربرد گسترده‌ای در فرکانس‌های ریزموج و UHF بالای 300 MHZ دارند، و به عنوان فیدِر (Feeder) برای آنتن‌های بزرگتر مانند آنتن‌های سهموی، به عنوان آنتن کالیبراسیون استاندارد برای سنجش بهره آنتن‌های دیگر، و به عنوان آنتن‌های جهت‌دار برای دستگاه‌هایی مانند تفنگ راداری، بازکننده‌های اتوماتیک درب و رادیومترهای میکروموج استفاده می‌شوند. مزایای آن‌ها عبارتند از جهت‌داری متوسط، نسبت پایین موج ایستا (SWR)، پهنای باند وسیع، و ساخت و تنظیم ساده.
یکی از اولین آنتن‌های شیپوری در سال ۱۸۹۷ توسط یک محقق رادیویی  با نام جاگادیش چاندرا بوس ساخته شد؛ او روی میکروامواج آزمایش می‌کرد. در دهه ۱۹۳۰ اولین تحقیق و تحلیل آنتن شیپوری انجام گرفت. توسعه رادار در جنگ جهانی دوم منجر به تحقیقات دربارهٔ آنتن‌های شیپوری و طراحی فیدر برای آنتن رادار شد. آنتن دندانه‌دار توسط  دوندانوف در سال ۱۹۶۲ اختراع شد که کاربرد گسترده‌ای به عنوان فیدر برای آنتن‌های میکروموج مانند دیش ماهواره‌ای و تلسکوپ رادیویی داشت.
یکی از مزیت‌های آنتن شیپوری این است که می‌توانند در محدوده گسترده‌ای از فرکانس‌ها کار کنند. پهنای باند قابل کاربرد آنتن‌های شیپوری معمولاً ۱۰:۱ است و این پهنای باند را می‌توان تا ۲۰:۱ افزایش داد. امپدانس ورودی تدریجاً روی این بازهٔ فرکانسی گسترده تغیر می‌کند و امکان نسبت پایین موج ایستای ولتاژی (VSWR) بر روی این پهنای باند وجود دارد.
بهره آنتن‌های شیپوری تا dB 25 است.

## توصیف
آنتن شیپوری برای ارسال یا دریافت امواج رادیویی استفاده می‌شود . آنتن شیپوری از یک لوله فلزی مستطیلی یا استوانه‌ای با طول کوتاه تشکیل می‌شود که یکی از دو انتهای آن بسته است و این لوله در سمت دیگر به شکل یک شیپور مخروطی یا هرمی است. امواج رادیویی معمولاً از طریق کابل هم‌محور وارد موج‌بر می‌شوند و رسانای مرکزی درون موج‌بر برجسته می‌شود و آنتن تک‌قطبی ربع‌موج شکل می‌گیرد. سپس امواج به‌صورت پرتو باریک به بیرون از شیپور منتشر می‌شوند. در برخی از تجهیزات، امواج رادیویی بین فرستنده یا گیرنده و آنتن از طریق موج‌بر هدایت می‌شوند و شیپور به انتهای موج‌بر متصل می‌شود.
در آنتن‌های محیط‌های سرباز مانند شیپورهای فیدر دیش ماهواره، دهانه باز آنتن غالباً با یک ورقه پلاستیکی که برای امواج رادیویی شفاف است پوشانده می‌شود تا رطوبت را رد نکند.

## طرز کار
یک آنتن شیپوری همان‌گونه در برابر امواج الکترومغناطیسی عمل می‌کند که یک شیپور آکوستیک در برابر امواج صدا در یک ابزار موسیقی. این آنتن یک ساختار انتقال تدریجی را فراهم می‌کند که امپدانس لوله را با امپدانس فضای آزاد تطبیق می‌دهد و باعث می‌شود امواج به صورت کارآمد از لوله در فضا منتشر شوند.
اگر یک موج‌بر ساده با انتهای باز بدون شیپور به عنوان آنتن استفاده شود، انتهای موج‌بر باعث تغییر ناگهانی امپدانس در دهانه از امپدانس موجی موج‌بر به امپدانس فضای آزاد می‌شود. در زمانی که امواج رادیویی که در موج‌بر حرکت می‌کند به روزنه برخورد می‌کند این امپدانس، مقدار قابل توجهی از انرژی موج را به سمت منبع منعکس می‌کند. این انعکاس مشابه انعکاس در خط انتقال انتهای باز یا مرز بین محیط‌های اپتیکی با شاخص پایین و بالای انکسار است. امواج منعکس‌شده باعث تولید امواج ایستا در موج‌بر می‌گردند و SWR را افزایش می‌دهند، انرژی را هدر می‌دهند و احتمالاً فرستنده را بیش از حد گرم می‌کنند. به علاوه دهانهٔ کوچک موج‌بر باعث انکسار قابل ملاحظهٔ امواجی که از آن صادر می‌شوند و منجر به الگوی تابش تشعشعی گسترده بدون جهت‌داری زیاد می‌شود.
برای بهبود این ویژگی‌های نامطلوب ، انتهای موج‌بر به سمت بیرون می‌آید و آنتن شکل می‌گیرد. بخش باریک آنتن، امپدانس را تدریجاً در امتداد طول آنتن تغییر می‌دهد.
عملکرد آن مشابه با ترانزیستور تطبیق امپدانس است و اجازه می‌دهد بیشتر انرژی موج به سمت بیرون آنتن در فضا منتشر شود و حداقلِ انکسار رخ دهد. به علاوه دهانه پهن آنتن امواج را به شکل یک پرتو باریک هدایت می‌کند.
شکل شیپوری که حداقل توان منکسرشده را دارد یک شکل فتیله‌ای است. این آنتن‌ها در کاربردهای ویژه‌ای استفاده می‌گردند که حداقل اتلاف سیگنال لازم است مانند آنتن‌های ماهواره و تلسکوپ‌های رادیویی. اما آنتن‌های هرمی و مخروطی بیشترین کاربرد را دارند زیرا کناره‌های آن‌ها صاف است و طراحی و ساختشان آسان تر است.
امواج به سمت پایین آنتن به شکل امواج کروی حرکت می‌کند در حالیکه مبدأ آن‌ها در نوک آنتن است که نام این نقطه مرکز فاز است.

## انواع
- هرمی
- بخشی
- صفحه‌ای E
- صفحه‌ای H
- مخروطی
- نمایی
- چین‌دار
- تیغه‌ای
- محدود به دهانه

## بهره
{\displaystyle G={\frac {4\pi A}{\lambda ^{2}}}e_{A}}
{\displaystyle G=\left({\frac {\pi d}{\lambda }}\right)^{2}e_{A}}
که در آن
A مساحت گشایش،
d قطر،
λ طول موج،
eA پارامتر بدون بعدی بین ۰ و ۱ است که بهره دهانه نامیده می‌شود.